# Principii di Lascelles
I principii di Lascelles sono una convenzione costituzionale del Regno Unito entrata in vigore nel 1950, in base alla quale il sovrano può rifiutare una richiesta del primo ministro di sciogliere il Parlamento se sono soddisfatte tre condizioni:
1. se il Parlamento attuale è ancora "vitale e capace di fare il suo lavoro".
2. se le elezioni generali sarebbero "dannose per l'economia nazionale".
3. se il sovrano potesse "contare di trovare un altro primo ministro che potesse governare per un periodo ragionevole con una maggioranza effettiva nella Camera dei Comuni ".

La convenzione è rimasta in sospeso dal 2011 al 2022, quando il potere di sciogliere il Parlamento, prerogativa del sovrano, è stato rimosso dal Fixed-term Parliaments Act 2011. In seguito all'approvazione del Dissolution and Calling of Parliament Act 2022, che ha abrogato il Fixed-term Parliaments Act, si ritiene che questi principii siano stati ripristinati.
I principii di Lascelles non sono l'unica convenzione che regola il modo in cui il sovrano prende decisioni relative ai cambiamenti di governo. Ad esempio, il Cabinet Manual nota il precedente storico del sovrano che licenzia un governo con poteri di riserva. Tuttavia, questo è stato fatto l'ultima volta da Guglielmo IV, che ha licenziato il governo di Lord Melbourne nonostante il sostegno della maggioranza nella Camera dei Comuni e si pensa che abbia danneggiato la reputazione del sovrano.
I principii generali della formazione del governo influenzano anche questa decisione. Il Cabinet Manual sottolinea che il monarca non dovrebbe essere esposto a decisioni politiche e "resta una questione per il primo ministro, come principale consigliere del sovrano, giudicare il momento appropriato in cui dimettersi".  Il documento nota che i recenti primi ministri hanno scelto di non dimettersi fino a quando non fosse stata stabilita una situazione consolidata a cui il sovrano avrebbe potuto essere consigliato di accettare.

## La lettera
Durante il dibattito pubblico sulla potenziale risposta di Giorgio VI all'esito delle elezioni generali del 1950, che avevano dato una risicata maggioranza del Partito Laburista alla Camera dei Comuni, i Principii di Lascelles furono formalmente dichiarati in una lettera al direttore del The Times, scritta dal Segretario Privato del Re Sir Alan Lascelles e pubblicata il 2 maggio 1950, sotto lo pseudonimo di "Senex":

Al direttore del Times
Signore, è sicuramente indiscutibile (e di buon senso) che un Primo Ministro possa chiedere, non esigere, che il suo Sovrano gli conceda lo scioglimento del Parlamento; e che il Sovrano, se lo desidera, possa rifiutare di concedere questa richiesta. Il problema di una tale scelta è del tutto personale per il Sovrano, sebbene egli sia, naturalmente, libero di chiedere consiglio informale a chiunque ritenga opportuno consultare.
Nella misura in cui questa questione può essere discussa pubblicamente, si può correttamente supporre che nessun sovrano saggio, cioè uno che ha a cuore il vero interesse del paese, la costituzione e la monarchia, negherebbe uno scioglimento al suo primo ministro a meno che non fosse convinto che: (1) il parlamento esistente fosse ancora vitale e in grado di fare il suo lavoro; (2) un'elezione generale sarebbe dannosa per l'economia nazionale; (3) poteva contare di trovare un altro primo ministro che potesse portare avanti il suo governo, per un periodo ragionevole, con una maggioranza operativa nella Camera dei comuni. Quando Sir Patrick Duncan rifiutò uno scioglimento al suo primo ministro in Sudafrica nel 1939, tutte queste condizioni erano soddisfatte: quando Lord Byng fece lo stesso in Canada nel 1926 , sembravano esserlo, ma alla fine la terza si rivelò illusoria.
Io sono, &c.,
SENEX.
29 aprile.

## Discussione successiva
Lo storico Peter Hennessy dichiarò nel 1994 che la seconda delle tre condizioni era stata da allora "eliminata dal canone", non essendo più inclusa nelle linee guida interne dell'Ufficio di gabinetto.